# Staleochlora ronderosi
Staleochlora ronderosi is een rechtvleugelig insect uit de familie Romaleidae. De wetenschappelijke naam van deze soort is voor het eerst geldig gepubliceerd in 1992 door Roberts & Carbonell.